# Кнессет 20-го созыва
Кнессет 20-го созыва (ивр. הכנסת העשרים‎) — парламент Государства Израиль, избранный 17 марта 2015 года.

## Результаты выборов
По итогам выборов в кнессет 20-го созыва прошли 10 партий и блоков:
| Партия (блок)                                         | Число мандатов | В сравнении с Кнессетом 19-го созыва |
| ----------------------------------------------------- | -------------- | ------------------------------------ |
| Ликуд («Единство»)                                    | 30             | ▲+12                                 |
| «Сионистский лагерь» (Авода + ха-Тнуа)                | 24             | ▲+3                                  |
| «Общий список» («Хадаш» + «PAAM» + «Тааль» + «Балад») | 13             | ▲+2                                  |
| «Есть будущее» («Йеш атид»)                           | 11             | ▼-8                                  |
| «Кулану» («Все Мы»)                                   | 10             | ▲+10                                 |
| «Еврейский дом»                                       | 8              | ▼-4                                  |
| «ШАС сефарды соблюдающие Тору»                        | 7              | ▼-4                                  |
| «Еврейство Торы» («Яадут а-Тора»)                     | 6              | ▼-1                                  |
| «Наш дом — Израиль»                                   | 6              | ▼-7                                  |
| «МЕРЕЦ левый Израиль»                                 | 5              | ▼-1                                  |
| «Кадима» («Вперёд»)                                   | 0              | ▼-2                                  |

## Состав кнессета 20-го созыва (по партиям)
(н) — новый депутат (не работавший в кнессете прежде),
(н19) — депутат, вернувшийся в кнессет после перерыва (не был в 19-м созыве)
(р) — русскоязычный: русский язык родной

### «Ликуд» («Единство»)
1. Биньямин Нетаньяху
2. Гилад Эрдан
3. Юлий Эдельштейн (р)
4. Исраэль Кац
5. Мири Регев
6. Сильван Шалом ушёл из политической жизни 24 декабря 2015 года → Амир Охана
7. Моше (Буги) Яалон подал в отставку из членов Кнессета 20 мая 2016 года → Иегуда Глик
8. Зеэв Элькин (р)
9. Дани Данон назначен послом Израиля в ООН 27 августа 2015 → Шарин Хаскель
10. Ярив Левин
11. Бени Бегин (н19)
12. Цахи Анегби
13. Юваль Штайниц
14. Гила Гамлиэль
15. Офир Акунис
16. Давид Битон (н)
17. Хаим Кац
18. Джеки Леви (н)
19. Йоав Киш (н)
20. Ципи Хотовели
21. Давид Амсалем (н)
22. Мики Зоар (н)
23. Анат Берко (н)
24. Аюб Кара (н19)
25. Нава Фархи-Бокер (н)
26. Ави Дихтер (н19)
27. Авраам Негоса (н)
28. Нурит Корен (н)
29. Ярон Мазуз (н)
30. Орен Хазан (н)

### «Сионистский лагерь» («Авода» + «а-Тнуа»)
1. Ицхак Герцог
2. Ципи Ливни
3. Шели Яхимович
4. Став Шафир
5. Ицик Шмули
6. Омер Бар-Лев
7. Яхиэль Бар
8. Амир Перец
9. Мерав Михаэли
10. Эйтан Кабель
11. Мануэль Трахтенберг (н)
12. Эрель Маргалит
13. Мики Розенталь
14. Равиталь Сойд (н)
15. Дани Атар (н) назначен главой ККЛ 19 ноября 2015 года → Яэль Коэн-Фарен
16. Йоэль Хасон (н19)
17. Зоир Баалюль (н)
18. Эйтан Бруши (н)
19. Михаль Биран
20. Нахман Шай
21. Ксения Светлова (н)(р)
22. Айелет Нахмиас-Вербин (н)
23. Йоси Йона (н)
24. Эяль Бен-Реувен (н)

### «Общий список» («Хадаш» + «РААМ» + «Тааль» + «Балад»)
1. Айман Уда (н)
2. Масуд Ганаим
3. Джамаль Захалка
4. Ахмад Тиби
5. Аэйда Тума Салиман (н)
6. Абед аль-Хаким Хадж Яхья (н)
7. Ханин Зуэби
8. Дов Ханин
9. Талеб абу-Арар
10. Юсеф Джабарин (н)
11. Басель Джатэс → Джума Азбарга
12. Усама Саадия (н)
13. Абдалла абу-Мааруф (н)

### «Йеш атид» («Есть будущее»)
1. Яир Лапид
2. Шай Пирон подал в отставку 2 сентября 2015 года → Элиэзер Штерн
3. Яэль Герман
4. Меир Коэн
5. Яаков Пери
6. Офер Шелах
7. Хаим Елин (н)
8. Карин Эльхарар
9. Йоэль Развозов (р)
10. Ализа Лави
11. Мики Леви

### «Кулану» («Все Мы»)
1. Моше Кахлон (н19) вышел из состава Кнессета в соответствии с «норвежским законом» (как министр) 27 января 2016 года → Акрам Хасон
2. Йоав Галант (н)
3. Эли Алалуф (н)
4. Михаэль Орен (н)
5. Рахель Азария (н)
6. Тали Плосков (н)(р)
7. Ифат Шаша-Битон (н)
8. Эли Коэн (н)
9. Рои Фолькман (н)
10. Мейрав Бен-Ари (н)

### «Еврейский дом»
1. Нафтали Беннет вышел из состава Кнессета в соответствии с «норвежским законом» (как министр) 9 октября 2015 года (позже вернулся) → Шуламит Муалем-Рафаэли
2. Ури Ариэль
3. Аелет Шакед
4. Эли Бен-Даган
5. Нисан Сломянский
6. Инон Магаль (н) подал в отставку в 3 декабря 2015 → временно Ави Ворцман подал в отставку 7 декабря 2015 → Нафтали Беннет
7. Моти Йогев
8. Бецалель Смотрич (н)

### «ШАС — сефарды, соблюдающие Тору»
1. Арье Дери → Михаэль Малькиэли
2. Ицхак Коэн
3. Мешулам Наари вышел из состава Кнессета в соответствии с «норвежским законом» (как заместитель министра) 24 января 2016 года → Игаль Гуэта
4. Яаков Марги
5. Давид Азулай
6. Йоав Бен-Цур
7. Ицхак Вакнин

### «Яадут а-Тора» («Еврейство Торы»)
1. Яаков Лицман
2. Моше Гафни
3. Меир Поруш вышел из состава Кнессета в соответствии с «норвежским законом» (как заместитель министра) 24 мая 2016 года → Яаков Ашер
4. Ури Маклев
5. Элиэзер Мозес
6. Исраэль Эйхлер

### «Наш дом — Израиль»
1. Авигдор Либерман (р) вышел из состава Кнессета в соответствии с «норвежским законом» (как министр) 1 июня 2016 года → Юлия Малиновская
2. Орли Леви → в мае 2016, во время переговоров о присоединении партии к правящей коалиции, объявила о своём выходе из НДИ, но формально остаётся членом фракции
3. Софа Ландвер (р)
4. Илан Шохат (н) → решил остаться мэром города Цфат и не принимать присягу члена Кнессета → Роберт Илатов (р)
5. Шарон Галь (н)[6] ушёл в отставку из Кнессета 2 сентября 2015 года → Одед Форер[7]
6. Хамед Амар

### «МЕРЕЦ левый Израиль»
1. Захава Гальон (р)
2. Илан Гилаон
3. Иссауи Фаридж
4. Михаль Розин
5. Тамар Зандберг

## Председатели комиссий кнесета
Председателями комиссий назначены следующие депутаты:
- Председатель комиссии по иностранным делам и обороне —
- Председатель законодательной комиссии —
- Председатель комиссии по образованию, культуре и спорту —
- Председатель комиссии по экономике —
- Председатель финансовой комиссии —
- Председатель комиссии по науке и технологии —
- Председатель комиссии по труду, благосостоянию и здравоохранению —
- Председатель комиссии по вопросам алии, абсорбции и диаспоры —
- Председатель комиссии по вопросам государственного контроля —
- Председатель комиссии по внутренним делам и защите окружающей среды —
- Председатель комиссии по поддержке статуса женщины —
- Председатель комиссии по обращениям граждан —
- Председатель особой комиссии по борьбе с наркотиками —
- Председатель комиссии по правам ребёнка —
- Председатель особой комиссии по делам иностранных рабочих —
- Председатель комиссии по вопросам этики —

## Дополнительные сведения
39 из 120 членов кнессета новички, ранее не избиравшиеся в кнессет, ещё 5 не были членами кнессета 19-го созыва, но ранее уже избирались. 11 новых депутатов (+3 вернувшихся) прошли в кнессет от партии «Ликуд», по 9 новичков (+1 вернувшийся) от списков «Кулану» и «Сионистский блок», 6 новых депутатов от «Объединённого списка».
9 членов кнессета владеют русским языком: 3 русскоязычных депутата от «Наш дом — Израиль», 2 от «Ликуда», по одному от «Сионистского блока», «Йеш Атид», «Кулану» и «Мерец».